# 다누키코지 정류장
다누키코지 정류장(일본어: 狸小路停留場, たぬきこうじていりゅうじょう)은 일본 홋카이도 삿포로시 주오구에 위치한 삿포로 시 교통국(삿포로 시영 전차) 도심선의 정류장이다. 정류장 번호는 SC24이다.

## 개요
2015년 삿포로 시영 전차 그룹화 개통에 따라 도심선의 정류장으로 개통하였다.
2017년에 굿 디자인상을 수상하였다.

## 역사
- 2015년 12월 20일: 영업 개시.

## 정류장 구조
2면 2선으로 도로의 중앙에 위치하는 안전 지대가 설치되고 삿포로 시영 전차의 다른 정류장과 달리 차도의 좌우를 달리는 인도에서 그대로 승하차 가능한 구조(사이드 베이션 방식)이다.

## 정류장 주변
- 다누키코지 상가
- 삿포로 시 교통국 지하철 난보쿠 선・도자이 선・도호 선 오도리 역(환승 지정역)
- 삿포로 시영 지하철 난보쿠 선 스스키노 역(환승 지정역)
- 삿포로 시영 지하철 도호 선 호스이스스키노 역(환승 지정역)

## 인접역
| 삿포로 시 교통국 ● 삿포로 시영 전차 도심선 | 삿포로 시 교통국 ● 삿포로 시영 전차 도심선 | 삿포로 시 교통국 ● 삿포로 시영 전차 도심선 |
| ------------------------------------------ | ------------------------------------------ | ------------------------------------------ |
| SC23 스스키노 외선 순환                    | 시영 전철 운행 계통                        | SC01 니시 4초메 내선 순환                  |